# ليكس ستون
ليكس ستون (بالإنجليزية: Andrew A. Stone)‏ هو مدرب كرة سلة وسياسي أمريكي، ولد في 19 مايو 1885 في الولايات المتحدة، وتوفي في 22 مارس 1925 في نيو أورلينز في الولايات المتحدة. انتخب عضو مجلس نواب تينيسي.